# Nacaduba niasica
Nacaduba niasica är en fjärilsart som beskrevs av Lambertus Johannes Toxopeus 1927. Nacaduba niasica ingår i släktet Nacaduba och familjen juvelvingar. Inga underarter finns listade i Catalogue of Life.